# Dendrobium ecolle
Dendrobium ecolle är en orkidéart som beskrevs av Johannes Jacobus Smith. Dendrobium ecolle ingår i släktet Dendrobium, och familjen orkidéer. Inga underarter finns listade i Catalogue of Life.